# نالکور انرژی
نالکور انرژی (انگلیسی: Nalcor Energy) شرکت نفت کانادایی است، که در سال ۲۰۰۷ تأسیس شد.